# 寺尾温泉
寺尾温泉（てらおおんせん）は、富山県砺波市（旧国越中国）にある温泉。

## 泉質
- 硫黄泉
  - 源泉温度10℃の冷鉱泉である。

## 温泉街
庄川の支流谷内川沿いに一軒宿の『ホテル寺尾温泉』が存在する。一軒宿とはいえ、その規模は地下1階、地上8階と大きい。
かつては巨岩や湯船の大きさを売りにしており、日本一の大きさといわれる内湯（広さ1,000m2）や、自然石のみで作られた高さ7mの石灯篭がある露天風呂が有名であった。

## 歴史
開湯は1831年（天保2年）である。地元では古くから「てらおの湯」の名称で親しまれてきたが、かつては「エンゼル水車ぶろ」と呼ばれて、大浴場の水車が話題になっていた。1985年（昭和60年）には、大岩風呂（地下1階）を備えた新館がオープンした。
長引く不況で経営環境が厳しさを増す中、ボイラー設備の更新に必要な多額な費用を賄えないため、2014年（平成26年）12月末をもって閉館したが（運営会社の寺尾温泉は存続）、2017年7月に、長野県白馬村でホテルを運営する福々家が施設を借り受けて営業を再開することが報じられた。
学生の合宿などを主なターゲットに据え、防音の個室スタジオや演奏会用の会場を備えた「音楽宿」をコンセプトにリニューアルされたのち、同年8月2日より再開された。
2024年、当温泉を訪れていた神戸大学のバドミントンサークルのメンバーらが障子や天井を破るなどの迷惑行為を行うという様子がSNSで拡散されるという事件が発生。大学側は同年3月19日にホームページ上で謝罪した。

## アクセス
- 鉄道：城端線砺波駅よりバスで約20分。